# Blumentiere
Die Blumentiere (Anthozoa) sind mit etwa 7500 Arten die größte Klasse der Nesseltiere (Cnidaria). Innerhalb dieser Klasse fehlt die Medusenform, das heißt, die Tiere kommen nur als Polypen vor. Dies wurde früher als Reduktion interpretiert; heute wird angenommen, dass das Medusenstadium primär fehlt. Sie werden daher meist den Medusozoa, d. h. den anderen, Medusen bildenden Klassen der Nesseltiere gegenübergestellt. Die Tiere leben einzeln oder kolonial, als Klone mit oder ohne Skelett, das organisch oder mineralisiert sein kann. Sie leben ausschließlich im Meer und kommen dort in allen Tiefenstufen bis in abyssale Tiefen vor. Die meisten Arten sind jedoch auf die obersten 100 m beschränkt.

## Merkmale
Die Blumentiere sind durch das primäre Fehlen des Medusenstadium charakterisiert. Das Merkmal ist ein ursprüngliches oder plesiomorphes Merkmal und kann nicht zur Begründung der Monophylie benutzt werden. Dafür zeigen die Polypen drei Merkmale, die nur bei Polypen der Blumentiere vorkommen: Actinopharynx, Siphonoglyph und Mesenterien.
Der Actinopharynx (auch Stomodeum) ist eine ektodermal ausgekleidete Röhre, die in den Gastrovaskularraum (Coelenteron, Körperhohlraum) hineinreicht. Sie ist bei allen Blumentieren, die man bisher eingehend untersuchen konnte, vorhanden, mit einer einzigen Ausnahme, der schwarzen Koralle Sibopathes. Der Siphonoglyph (auch Sulcus) ist eine dicht bewimperte und meist drüsige Region des Actinopharynx, die einzeln oder paarig vorkommt. Sie fehlt nur wenigen Gruppen (z. B. ptyochodactiide Seeanemonen). Auch bei den Antipatharia wird das Vorhandensein eines Siphonoglyph diskutiert. Der Siphonoglyph charakterisiert die Ebene der Bilateralsymmetrie bei den Polypen. Das dritte Merkmal sind die Mesenterien, radial angeordnete blattförmige Gebilde des Weichkörpers, die sich von der Körperwand zum Actinopharynx erstrecken. Der Begriff Septen sollte für die von den Mesenterien ausgeschiedenen mineralisierten Unterteilungen des Gastrovaskularraums vorbehalten werden. Die Mesenterien oder zumindest einige Mesenterien erstrecken sich bis mindestens zur Hälfte der Strecke zwischen Körperwand und Actinopharynx. Sie sind zyklisch angeordnet; Mesenterien des gleichen Zyklus werden praktisch gleichzeitig gebildet. Die freie Spitze der Mesenterien ist zu einem Filament mit Drüsenzellen ausgebildet, Nematozysten und Zilien (Mesenterialfilament). Im mesenterialen Gewebe sind die Geschlechtsorgane bildenden Zellen enthalten und die epithelialen Muskelzellen konzentriert. Auch die Anordnung der Mesenterien zeigt Hinweise auf Bilateralsymmetrie.

## Lebensraum
Blumentiere sind an Wasser gebunden und weltweit in allen Meeren verbreitet. Sie sind bis in eine Tiefe von 6.000 m anzutreffen. Einzellebende Exemplare sind an harte Oberflächen gebunden oder tief im Schlamm oder Sand vergraben. Koloniebildende Blumentiere überkrusten andere Substrate oder bilden Skelette unterschiedlichster Formen. Kolonien von Seefedern (Pennatulacea) sind durch den Primär-Polypen im weichen Untergrund verankert. Riffbildende Arten leben typischerweise in flachen (bis 40 m Tiefe), klaren, tropischen Gewässern.

## Entwicklungsgeschichte
Molekulartechnische Untersuchungen ordnen die Blumentiere als den frühesten Zweig der Nesseltiere. Auch das exklusive Lebensstadium als Polyp, das Urstadium aller Nesseltiere, stützt diese Ordnung. Erste Fossilien stammen aus dem Präkambrium (vor etwa 540 Millionen Jahren). Erst im Ordovizium wurden Fossilien von mineralisierten Blumentieren häufiger. Erste Fossilien von Steinkorallen (Scleractinia) sind aus der Trias (vor etwa 230 Millionen Jahren) belegt.
Die Entstehung der Blumentiere wird mit Hilfe molekularbiologischer Methoden in die Zeit des Toniums und Cryogeniums vor 648 bis 894 Millionen Jahren verortet. Der gemeinsame Vorfahre aller Blumentiere war wahrscheinlich ein einzelner Polyp mit bilateraler Symmetrie und ohne Skelett. Die Fähigkeit zur Koloniebildung und die Fähigkeit, Calciumcarbonat auszufällen, entwickelten sich vom Ediacarium bis zum Kambrium vor 578 bis 503 Millionen Jahren. Die Fähigkeit zur Riffbildung ist anschließend mehrfach und unabhängig voneinander in unterschiedlichen Ordnungen entstanden. Seit dem Devon, vor etwa 383 Millionen Jahren, entstand mehrfach in verschiedenen Ordnungen die Fähigkeit zur Endosymbiose mit Photosymbionten (Zooxanthellen). Dies ist wiederholt entstanden und wieder verloren gegangen.

## Systematik

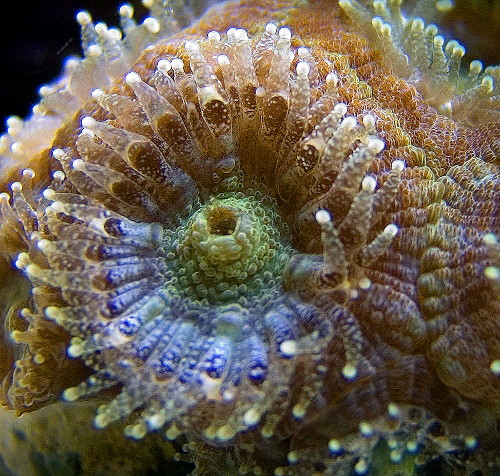
Polyp einer Steinkoralle

- Unterklasse Hexacorallia, auch Sechsstrahlige Blumentiere oder Zoantharia genannt.

Der Gastralraum dieser Tiere ist durch paarige, fleischige Magenleisten „Mesenterien“ von der Magenwand her unterteilt. Bei den rezenten Hexacorallia werden im Laufe der Entwicklung sechs paarige Mesenterien (Protomesenterien) gebildet, die von der Polypenbasis bis zum Schlundrohr reichen. Im Laufe der Entwicklung können weitere Mesenterienpaare (Metamesenterien) gebildet werden. Den Raum zwischen zwei Mesenterien nennt man Gastraltasche. Die Tentakelanzahl entspricht der Zahl der Gastraltaschen (außer bei den Corallimorpha).
Skelett tragende Hexakorallen besitzen ein Basisskelett, den Kelch oder Polypar. Neben der Kelchwand besteht dieses aus radial stehenden, vertikalen Septen. Die Skelettsubstanz ist bei den rezenten Hexacorallia Aragonit.
- Seeanemonen (Actiniaria)
- Relicanthidae
- Schwarze Korallen (Antipatharia, auch als Dörnchenkorallen bezeichnet)
- Zylinderrosen (Ceriantharia)
- Scheibenanemonen (Corallimorpharia)
- Steinkorallen (Scleractinia)
- Krustenanemonen (Zoanthidea)
- † Tabulata („Bödenkorallen“)
- † Rugosa (auch als Tetracorallia bezeichnet)

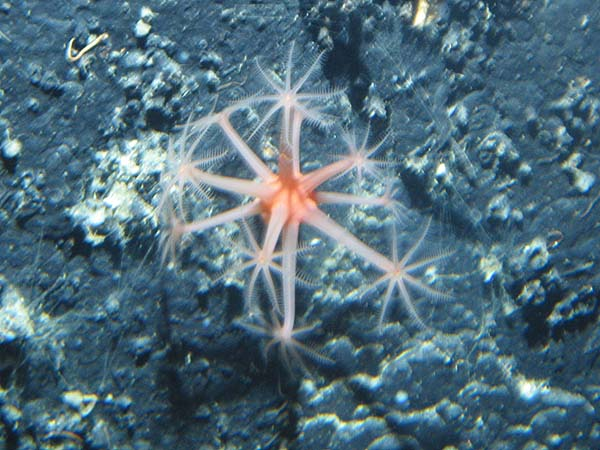
Polypen einer jungen Weichkoralle

- Unterklasse Octocorallia, auch Achtstrahlige Blumentiere oder Alcyonaria genannt.

Der Gastralraum dieser Tiere ist durch acht unpaarige Mesenterien unterteilt und sie haben entsprechend viele Tentakeln.
Das Skelett der Octocorallia leitet sich mit der Ausnahme der Helioporidae von kalzitischen Skleriten ab, die miteinander verwachsen können und so feste Gerüste bilden. Sie werden von Ektodermzellen gebildet, die in die Mesogloea eingewandert sind. Die Helioporidae besitzen keine Sklerite, ihr Skelett besteht aus Aragonitfasern, die vom basalen Ektoderm ausgeschieden werden.
- Malacalcyonacea
- Scleralcyonacea, darin die Seefedern (Pennatuloidea) und die Helioporidae.

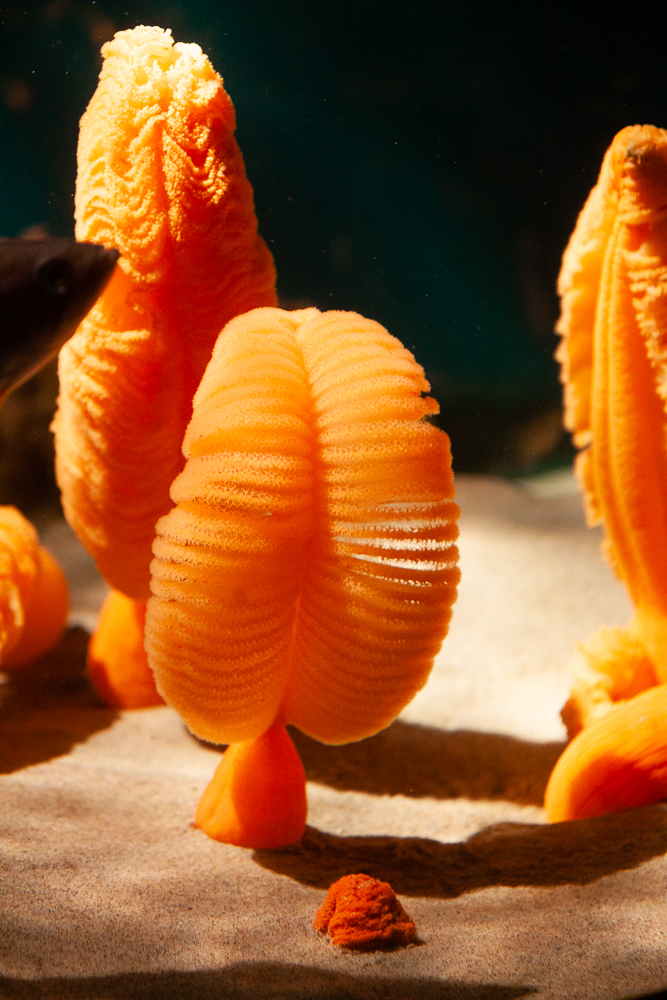
Seefedern

Kladogramm der Blumentiere nach McFadden (2022):
|  | Schwarze Korallen (Antipatharia)                                                                     |
|  | |
|  | \| \| Scheibenanemonen (Corallimorpharia) \| \| \| \| \| \| Steinkorallen (Scleractinia) \| \| \| \| |
|  | |
|  | Scheibenanemonen (Corallimorpharia)                                                                  |
|  | |
|  | Steinkorallen (Scleractinia)                                                                         |
|  | |

|  | Scheibenanemonen (Corallimorpharia) |
|  |                                     |
|  | Steinkorallen (Scleractinia)        |
|  |                                     |

|  | Schwarze Korallen (Antipatharia)                                                                     |
|  | |
|  | \| \| Scheibenanemonen (Corallimorpharia) \| \| \| \| \| \| Steinkorallen (Scleractinia) \| \| \| \| |
|  | |
|  | Scheibenanemonen (Corallimorpharia)                                                                  |
|  | |
|  | Steinkorallen (Scleractinia)                                                                         |
|  | |

|  | Scheibenanemonen (Corallimorpharia) |
|  |                                     |
|  | Steinkorallen (Scleractinia)        |
|  |                                     |

|  | Schwarze Korallen (Antipatharia)                                                                     |
|  | |
|  | \| \| Scheibenanemonen (Corallimorpharia) \| \| \| \| \| \| Steinkorallen (Scleractinia) \| \| \| \| |
|  | |
|  | Scheibenanemonen (Corallimorpharia)                                                                  |
|  | |
|  | Steinkorallen (Scleractinia)                                                                         |
|  | |

|  | Scheibenanemonen (Corallimorpharia) |
|  |                                     |
|  | Steinkorallen (Scleractinia)        |
|  |                                     |

|  | Schwarze Korallen (Antipatharia)                                                                     |
|  | |
|  | \| \| Scheibenanemonen (Corallimorpharia) \| \| \| \| \| \| Steinkorallen (Scleractinia) \| \| \| \| |
|  | |
|  | Scheibenanemonen (Corallimorpharia)                                                                  |
|  | |
|  | Steinkorallen (Scleractinia)                                                                         |
|  | |

|  | Scheibenanemonen (Corallimorpharia) |
|  |                                     |
|  | Steinkorallen (Scleractinia)        |
|  |                                     |

|  | Schwarze Korallen (Antipatharia)                                                                     |
|  | |
|  | \| \| Scheibenanemonen (Corallimorpharia) \| \| \| \| \| \| Steinkorallen (Scleractinia) \| \| \| \| |
|  | |
|  | Scheibenanemonen (Corallimorpharia)                                                                  |
|  | |
|  | Steinkorallen (Scleractinia)                                                                         |
|  | |

|  | Scheibenanemonen (Corallimorpharia) |
|  |                                     |
|  | Steinkorallen (Scleractinia)        |
|  |                                     |

|  | Schwarze Korallen (Antipatharia)                                                                     |
|  | |
|  | \| \| Scheibenanemonen (Corallimorpharia) \| \| \| \| \| \| Steinkorallen (Scleractinia) \| \| \| \| |
|  | |
|  | Scheibenanemonen (Corallimorpharia)                                                                  |
|  | |
|  | Steinkorallen (Scleractinia)                                                                         |
|  | |

|  | Scheibenanemonen (Corallimorpharia) |
|  |                                     |
|  | Steinkorallen (Scleractinia)        |
|  |                                     |

|  | Schwarze Korallen (Antipatharia)                                                                     |
|  | |
|  | \| \| Scheibenanemonen (Corallimorpharia) \| \| \| \| \| \| Steinkorallen (Scleractinia) \| \| \| \| |
|  | |
|  | Scheibenanemonen (Corallimorpharia)                                                                  |
|  | |
|  | Steinkorallen (Scleractinia)                                                                         |
|  | |

|  | Scheibenanemonen (Corallimorpharia) |
|  |                                     |
|  | Steinkorallen (Scleractinia)        |
|  |                                     |

|  | Schwarze Korallen (Antipatharia)                                                                     |
|  | |
|  | \| \| Scheibenanemonen (Corallimorpharia) \| \| \| \| \| \| Steinkorallen (Scleractinia) \| \| \| \| |
|  | |
|  | Scheibenanemonen (Corallimorpharia)                                                                  |
|  | |
|  | Steinkorallen (Scleractinia)                                                                         |
|  | |

|  | Scheibenanemonen (Corallimorpharia) |
|  |                                     |
|  | Steinkorallen (Scleractinia)        |
|  |                                     |

|  | Schwarze Korallen (Antipatharia)                                                                     |
|  | |
|  | \| \| Scheibenanemonen (Corallimorpharia) \| \| \| \| \| \| Steinkorallen (Scleractinia) \| \| \| \| |
|  | |
|  | Scheibenanemonen (Corallimorpharia)                                                                  |
|  | |
|  | Steinkorallen (Scleractinia)                                                                         |
|  | |

|  | Scheibenanemonen (Corallimorpharia) |
|  |                                     |
|  | Steinkorallen (Scleractinia)        |
|  |                                     |

|  | Schwarze Korallen (Antipatharia)                                                                     |
|  | |
|  | \| \| Scheibenanemonen (Corallimorpharia) \| \| \| \| \| \| Steinkorallen (Scleractinia) \| \| \| \| |
|  | |
|  | Scheibenanemonen (Corallimorpharia)                                                                  |
|  | |
|  | Steinkorallen (Scleractinia)                                                                         |
|  | |

|  | Scheibenanemonen (Corallimorpharia) |
|  |                                     |
|  | Steinkorallen (Scleractinia)        |
|  |                                     |

|  | Schwarze Korallen (Antipatharia)                                                                     |
|  | |
|  | \| \| Scheibenanemonen (Corallimorpharia) \| \| \| \| \| \| Steinkorallen (Scleractinia) \| \| \| \| |
|  | |
|  | Scheibenanemonen (Corallimorpharia)                                                                  |
|  | |
|  | Steinkorallen (Scleractinia)                                                                         |
|  | |

|  | Scheibenanemonen (Corallimorpharia) |
|  |                                     |
|  | Steinkorallen (Scleractinia)        |
|  |                                     |

|  | Schwarze Korallen (Antipatharia)                                                                     |
|  | |
|  | \| \| Scheibenanemonen (Corallimorpharia) \| \| \| \| \| \| Steinkorallen (Scleractinia) \| \| \| \| |
|  | |
|  | Scheibenanemonen (Corallimorpharia)                                                                  |
|  | |
|  | Steinkorallen (Scleractinia)                                                                         |
|  | |

|  | Scheibenanemonen (Corallimorpharia) |
|  |                                     |
|  | Steinkorallen (Scleractinia)        |
|  |                                     |

|  | Schwarze Korallen (Antipatharia)                                                                     |
|  | |
|  | \| \| Scheibenanemonen (Corallimorpharia) \| \| \| \| \| \| Steinkorallen (Scleractinia) \| \| \| \| |
|  | |
|  | Scheibenanemonen (Corallimorpharia)                                                                  |
|  | |
|  | Steinkorallen (Scleractinia)                                                                         |
|  | |

|  | Scheibenanemonen (Corallimorpharia) |
|  |                                     |
|  | Steinkorallen (Scleractinia)        |
|  |                                     |

|  | Schwarze Korallen (Antipatharia)                                                                     |
|  | |
|  | \| \| Scheibenanemonen (Corallimorpharia) \| \| \| \| \| \| Steinkorallen (Scleractinia) \| \| \| \| |
|  | |
|  | Scheibenanemonen (Corallimorpharia)                                                                  |
|  | |
|  | Steinkorallen (Scleractinia)                                                                         |
|  | |

|  | Scheibenanemonen (Corallimorpharia) |
|  |                                     |
|  | Steinkorallen (Scleractinia)        |
|  |                                     |

|  | Schwarze Korallen (Antipatharia)                                                                     |
|  | |
|  | \| \| Scheibenanemonen (Corallimorpharia) \| \| \| \| \| \| Steinkorallen (Scleractinia) \| \| \| \| |
|  | |
|  | Scheibenanemonen (Corallimorpharia)                                                                  |
|  | |
|  | Steinkorallen (Scleractinia)                                                                         |
|  | |

|  | Scheibenanemonen (Corallimorpharia) |
|  |                                     |
|  | Steinkorallen (Scleractinia)        |
|  |                                     |

|  | Schwarze Korallen (Antipatharia)                                                                     |
|  | |
|  | \| \| Scheibenanemonen (Corallimorpharia) \| \| \| \| \| \| Steinkorallen (Scleractinia) \| \| \| \| |
|  | |
|  | Scheibenanemonen (Corallimorpharia)                                                                  |
|  | |
|  | Steinkorallen (Scleractinia)                                                                         |
|  | |

|  | Scheibenanemonen (Corallimorpharia) |
|  |                                     |
|  | Steinkorallen (Scleractinia)        |
|  |                                     |

|  | Schwarze Korallen (Antipatharia)                                                                     |
|  | |
|  | \| \| Scheibenanemonen (Corallimorpharia) \| \| \| \| \| \| Steinkorallen (Scleractinia) \| \| \| \| |
|  | |
|  | Scheibenanemonen (Corallimorpharia)                                                                  |
|  | |
|  | Steinkorallen (Scleractinia)                                                                         |
|  | |

|  | Scheibenanemonen (Corallimorpharia) |
|  |                                     |
|  | Steinkorallen (Scleractinia)        |
|  |                                     |

|  | Schwarze Korallen (Antipatharia)                                                                     |
|  | |
|  | \| \| Scheibenanemonen (Corallimorpharia) \| \| \| \| \| \| Steinkorallen (Scleractinia) \| \| \| \| |
|  | |
|  | Scheibenanemonen (Corallimorpharia)                                                                  |
|  | |
|  | Steinkorallen (Scleractinia)                                                                         |
|  | |

|  | Scheibenanemonen (Corallimorpharia) |
|  |                                     |
|  | Steinkorallen (Scleractinia)        |
|  |                                     |

|  | Schwarze Korallen (Antipatharia)                                                                     |
|  | |
|  | \| \| Scheibenanemonen (Corallimorpharia) \| \| \| \| \| \| Steinkorallen (Scleractinia) \| \| \| \| |
|  | |
|  | Scheibenanemonen (Corallimorpharia)                                                                  |
|  | |
|  | Steinkorallen (Scleractinia)                                                                         |
|  | |

|  | Scheibenanemonen (Corallimorpharia) |
|  |                                     |
|  | Steinkorallen (Scleractinia)        |
|  |                                     |

|  | Schwarze Korallen (Antipatharia)                                                                     |
|  | |
|  | \| \| Scheibenanemonen (Corallimorpharia) \| \| \| \| \| \| Steinkorallen (Scleractinia) \| \| \| \| |
|  | |
|  | Scheibenanemonen (Corallimorpharia)                                                                  |
|  | |
|  | Steinkorallen (Scleractinia)                                                                         |
|  | |

|  | Scheibenanemonen (Corallimorpharia) |
|  |                                     |
|  | Steinkorallen (Scleractinia)        |
|  |                                     |

|  | Schwarze Korallen (Antipatharia)                                                                     |
|  | |
|  | \| \| Scheibenanemonen (Corallimorpharia) \| \| \| \| \| \| Steinkorallen (Scleractinia) \| \| \| \| |
|  | |
|  | Scheibenanemonen (Corallimorpharia)                                                                  |
|  | |
|  | Steinkorallen (Scleractinia)                                                                         |
|  | |

|  | Scheibenanemonen (Corallimorpharia) |
|  |                                     |
|  | Steinkorallen (Scleractinia)        |
|  |                                     |

|  | Schwarze Korallen (Antipatharia)                                                                     |
|  | |
|  | \| \| Scheibenanemonen (Corallimorpharia) \| \| \| \| \| \| Steinkorallen (Scleractinia) \| \| \| \| |
|  | |
|  | Scheibenanemonen (Corallimorpharia)                                                                  |
|  | |
|  | Steinkorallen (Scleractinia)                                                                         |
|  | |

|  | Scheibenanemonen (Corallimorpharia) |
|  |                                     |
|  | Steinkorallen (Scleractinia)        |
|  |                                     |

|  | Schwarze Korallen (Antipatharia)                                                                     |
|  | |
|  | \| \| Scheibenanemonen (Corallimorpharia) \| \| \| \| \| \| Steinkorallen (Scleractinia) \| \| \| \| |
|  | |
|  | Scheibenanemonen (Corallimorpharia)                                                                  |
|  | |
|  | Steinkorallen (Scleractinia)                                                                         |
|  | |

|  | Scheibenanemonen (Corallimorpharia) |
|  |                                     |
|  | Steinkorallen (Scleractinia)        |
|  |                                     |

|  | Schwarze Korallen (Antipatharia)                                                                     |
|  | |
|  | \| \| Scheibenanemonen (Corallimorpharia) \| \| \| \| \| \| Steinkorallen (Scleractinia) \| \| \| \| |
|  | |
|  | Scheibenanemonen (Corallimorpharia)                                                                  |
|  | |
|  | Steinkorallen (Scleractinia)                                                                         |
|  | |

|  | Scheibenanemonen (Corallimorpharia) |
|  |                                     |
|  | Steinkorallen (Scleractinia)        |
|  |                                     |

|  | Schwarze Korallen (Antipatharia)                                                                     |
|  | |
|  | \| \| Scheibenanemonen (Corallimorpharia) \| \| \| \| \| \| Steinkorallen (Scleractinia) \| \| \| \| |
|  | |
|  | Scheibenanemonen (Corallimorpharia)                                                                  |
|  | |
|  | Steinkorallen (Scleractinia)                                                                         |
|  | |

|  | Scheibenanemonen (Corallimorpharia) |
|  |                                     |
|  | Steinkorallen (Scleractinia)        |
|  |                                     |

|  | Schwarze Korallen (Antipatharia)                                                                     |
|  | |
|  | \| \| Scheibenanemonen (Corallimorpharia) \| \| \| \| \| \| Steinkorallen (Scleractinia) \| \| \| \| |
|  | |
|  | Scheibenanemonen (Corallimorpharia)                                                                  |
|  | |
|  | Steinkorallen (Scleractinia)                                                                         |
|  | |

|  | Scheibenanemonen (Corallimorpharia) |
|  |                                     |
|  | Steinkorallen (Scleractinia)        |
|  |                                     |

|  | Schwarze Korallen (Antipatharia)                                                                     |
|  | |
|  | \| \| Scheibenanemonen (Corallimorpharia) \| \| \| \| \| \| Steinkorallen (Scleractinia) \| \| \| \| |
|  | |
|  | Scheibenanemonen (Corallimorpharia)                                                                  |
|  | |
|  | Steinkorallen (Scleractinia)                                                                         |
|  | |

|  | Scheibenanemonen (Corallimorpharia) |
|  |                                     |
|  | Steinkorallen (Scleractinia)        |
|  |                                     |

|  | Schwarze Korallen (Antipatharia)                                                                     |
|  | |
|  | \| \| Scheibenanemonen (Corallimorpharia) \| \| \| \| \| \| Steinkorallen (Scleractinia) \| \| \| \| |
|  | |
|  | Scheibenanemonen (Corallimorpharia)                                                                  |
|  | |
|  | Steinkorallen (Scleractinia)                                                                         |
|  | |

|  | Scheibenanemonen (Corallimorpharia) |
|  |                                     |
|  | Steinkorallen (Scleractinia)        |
|  |                                     |

|  | Schwarze Korallen (Antipatharia)                                                                     |
|  | |
|  | \| \| Scheibenanemonen (Corallimorpharia) \| \| \| \| \| \| Steinkorallen (Scleractinia) \| \| \| \| |
|  | |
|  | Scheibenanemonen (Corallimorpharia)                                                                  |
|  | |
|  | Steinkorallen (Scleractinia)                                                                         |
|  | |

|  | Scheibenanemonen (Corallimorpharia) |
|  |                                     |
|  | Steinkorallen (Scleractinia)        |
|  |                                     |

|  | Schwarze Korallen (Antipatharia)                                                                     |
|  | |
|  | \| \| Scheibenanemonen (Corallimorpharia) \| \| \| \| \| \| Steinkorallen (Scleractinia) \| \| \| \| |
|  | |
|  | Scheibenanemonen (Corallimorpharia)                                                                  |
|  | |
|  | Steinkorallen (Scleractinia)                                                                         |
|  | |

|  | Scheibenanemonen (Corallimorpharia) |
|  |                                     |
|  | Steinkorallen (Scleractinia)        |
|  |                                     |

|  | Schwarze Korallen (Antipatharia)                                                                     |
|  | |
|  | \| \| Scheibenanemonen (Corallimorpharia) \| \| \| \| \| \| Steinkorallen (Scleractinia) \| \| \| \| |
|  | |
|  | Scheibenanemonen (Corallimorpharia)                                                                  |
|  | |
|  | Steinkorallen (Scleractinia)                                                                         |
|  | |

|  | Scheibenanemonen (Corallimorpharia) |
|  |                                     |
|  | Steinkorallen (Scleractinia)        |
|  |                                     |

|  | Schwarze Korallen (Antipatharia)                                                                     |
|  | |
|  | \| \| Scheibenanemonen (Corallimorpharia) \| \| \| \| \| \| Steinkorallen (Scleractinia) \| \| \| \| |
|  | |
|  | Scheibenanemonen (Corallimorpharia)                                                                  |
|  | |
|  | Steinkorallen (Scleractinia)                                                                         |
|  | |

|  | Scheibenanemonen (Corallimorpharia) |
|  |                                     |
|  | Steinkorallen (Scleractinia)        |
|  |                                     |

## Phylogenie
Nach der molekulargenetischen Analyse durch Collins (2002) und einer kombinierten morphologisch-molekulargenetischen Analyse von Marques & Collins (2004) stehen die Blumentiere an der Basis der Nesseltiere. Sie sind das mutmaßliche Schwestertaxon aller übrigen Nesseltierklassen. Kladogramm der Cnidaria nach Collins (2002)
|  | Scyphozoa                                             |
|  |                                                       |
|  | \| \| Staurozoa \| \| \| \| \| \| Cubozoa \| \| \| \| |
|  |                                                       |
|  | Staurozoa                                             |
|  |                                                       |
|  | Cubozoa                                               |
|  |                                                       |

|  | Staurozoa |
|  |           |
|  | Cubozoa   |
|  |           |

|  | Scyphozoa                                             |
|  |                                                       |
|  | \| \| Staurozoa \| \| \| \| \| \| Cubozoa \| \| \| \| |
|  |                                                       |
|  | Staurozoa                                             |
|  |                                                       |
|  | Cubozoa                                               |
|  |                                                       |

|  | Staurozoa |
|  |           |
|  | Cubozoa   |
|  |           |

|  | Scyphozoa                                             |
|  |                                                       |
|  | \| \| Staurozoa \| \| \| \| \| \| Cubozoa \| \| \| \| |
|  |                                                       |
|  | Staurozoa                                             |
|  |                                                       |
|  | Cubozoa                                               |
|  |                                                       |

|  | Staurozoa |
|  |           |
|  | Cubozoa   |
|  |           |

|  | Scyphozoa                                             |
|  |                                                       |
|  | \| \| Staurozoa \| \| \| \| \| \| Cubozoa \| \| \| \| |
|  |                                                       |
|  | Staurozoa                                             |
|  |                                                       |
|  | Cubozoa                                               |
|  |                                                       |

|  | Staurozoa |
|  |           |
|  | Cubozoa   |
|  |           |